# Лонський Владислав Олегович
Владисла́в Оле́гович Ло́нський (13 травня 1998, м. Ківерці, Волинської області — 20 вересня 2022, с. Оскіл, Ізюмського району Харківської області) — капітан Збройних сил України, учасник російсько-української війни, що відзначився у ході російського вторгнення в Україну. Герой України (2024, посмертно).

## Життєпис
Народивя 13 травня 1998 в м. Ківерці Волинської області. У 2013 році закінчив Ківерцівську загальноосвітню школу № 4, а протягом 2014—2015 рр. навчався у Волинському обласному ліцеї з посиленою військово-фізичною підготовкою. Після закінчення ліцею обрав для навчання Одеську військову академію за спеціальністю «Управління діями підрозділів десантно-штурмових військ». На 1 курсі отримав звання молодший сержант. У 2019 році з відзнакою закінчив Одеську військову академію, отримавши звання лейтенант. Для проходження подальшої військової служби отримав призначення у 80-ту окрему десантно-штурмову бригаду на посаду командира взводу; згодом очолив роту. У складі 3 БТГр 80 ОДШБр м. Чернівці з 2019 року неодноразово брав участь в ООС на сході України. У червні 2021 року отримав звання старшого лейтенанта, а в квітні 2022 року — звання капітана.
З перших днів російського вторгнення в Україну його місцем служби був схід та південь України, де точилися найзапекліші бої: Херсон, Бахмут, Піски, Краматорськ, Білогорівка, Ізюм. Був нагороджений орденом Богдана Хмельницького ІІІ ст.
Загинув 20 вересня 2022 року поблизу с. Оскіл Ізюмського району Харківської області внаслідок танкового обстрілу. Похований 24 вересня 2022 року в рідному м. Ківерці..

## Нагороди
- Звання Герой України з удостоєнням ордена «Золота Зірка» (24 лютого 2024, посмертно) — за особисту мужність і героїзм, виявлені у захисті державного суверенітету та територіальної цілісності України, самовіддане служіння Українському народові[4].
- Орден Богдана Хмельницького ІІ ст. (28 вересня 2022, посмертно) — за особисту мужність і самовіддані дії, виявлені у захисті державного суверенітету та територіальної цілісності України, вірність військовій присязі[5]
- Орден Богдана Хмельницького ІІІ ст. (21 квітня 2022) — за особисту мужність і самовіддані дії, виявлені у захисті державного суверенітету та територіальної цілісності України, вірність військовій присязі[2].